# دونالد وليام كيرست
دونالد وليام كيرست (بالإنجليزية: Donald William Kerst)‏ ‏(1 نوفمبر 1911–19 أغسطس 1993) فيزيائي أمريكي عمل في مفاهيم معجلات الجسيمات المتطورة (فيزياء المسرعات وفيزياء البلازما). وله الشهرة في تطويره للبيتاترون.
ولد في غالينا، إلينوي. ونال الدرجة الجامعية في جامعة ويسكنسن سنة 1934 ثم نال الدكتوراه في 1937. وعمل مدة سنة في شركة جنرال إلكتريك، ثم درس في جامعة إلينوي من 1938 إلى 1957 حيث بلغ فيها رتبة الأستاذية. ثم عمل خلال الحرب العالمية الثانية في لوس ألاموس، نيومكسيكو. ومن الفترة 1957 - 62 عمل في مختبر الذرة العام في لاجولا حيث اشتغل في مشروع مانهاتن. وبعدها أصبح بروفسورا في جامعة ويسكنسن حتى تقاعد في  1980. وقد كان رئيسا لقسم فيزياء البلازما في جمعية الفيزياء الأمريكية من الفترة 1972 - 73‏
طور كيرست البيتاترون سنة 1940، مما مكنه أن يصبح أول شخص يعجل الإلكترونات باستخدام الحث الكهرومغناطيسي باستعمال حزم طاقة 2.3 ميغا eV، وعلى ذلك فقد تمكن من صنع عدة بيتاترونات ذات طاقة متزايدة، فوصل إلى 300 MeV. ومن الفترة 1953 - 57 أصبح كيرست المدير الفني لجمعية بحوث جامعات الغرب الأوسط، حيث عمل في تطوير مفاهيم معجلات الجسيمات. ثم بدأ العمل في مشاكل فيزياء البلازما وبالخصوص التحكم في طاقة الحرارة النووية.
دونالد كيرست متزوج من دوروثي بيركت كيرست وله منها طفلان. وقد توفي في مستشفى الجامعة في ماديسون، ويسكنسن بسبب ورم في الدماغ.

## تكريمه والجوائز
- مرتبة فخرية من كلية لورنس 1942.
- منح جائزة كومستوك في الفيزياء الأكاديمية الوطنية للعلوم 1943.[5]
- منح جائزة جون سكوت من مدينة فيلاديلفيا 1946.
- منح قلادة جون برايس وثريل من معهد فرانكلين 1950.
- انتخب في الأكاديمية الوطنية للعلوم 1951.
- مرتبة فخرية من جامعة ساوباولو 1953.
- نال جائزة جيمس ماكسويل في فيزياء البلازما من جمعية الفيزياء الأمريكية 1984.
- نال جائزة روبرت ويلسون لفيزياء المعجلات 1988.
- مرتبة فخرية من جامعة إلينوي 1989.

## وصلات خارجية
- Images of Donald William Kerst at Emilio Segrè Visual Archives